# 城山公園 (松山市)
城山公園（しろやまこうえん）は、愛媛県松山市丸之内・堀之内にあり、城山と、その周辺を公園とした都市公園（総合公園）である。

## 概要
正式名称は城山公園で、松山城の本丸、二之丸、三之丸を包括する。公園全域は、文化財保護法に基づく史跡であり、松山城大天守などの建造物が国の重要文化財に指定されている。城山樹叢（樹木）は、県の天然記念物。桜の名所であり、日本さくら名所100選に選定されている。桜の開花時期は花見客で賑わう。
公園所有者は松山市で、伊予鉄道が指定管理者として管理・運営を行っている。
公園内にNHK松山放送局、愛媛県美術館、愛媛県立図書館、松山市民会館がある。従来あった松山市営球場や競輪場は松山中央公園に移転された。

## 過去に存在した施設
戦前
- 歩兵第22連隊

戦後
- 松山市営球場（平成15年閉鎖）
- 松山競輪場（平成17年移転）
- 愛媛県民館[4]
- ラグビー場
- 松山市立城東中学校
- 四国がんセンター
- テニスコート

など

## 主な開催行事
2020年東京オリンピックの聖火リレーでセレブレーション会場となった、聖火ランナーは公募により1万人程度が選ばれた、聖火リレーについて、組織委員会はスポンサー企業4社と各都道府県実行委員会が行ったランナー公募に延べ53万5717件の応募があったと発表した。
2020年東京オリンピックの聖火リレーは、新型コロナウイルス感染症の世界的流行の影響で1年延期され、2021年4月21日に聖火ランナーが松山市内を走る予定だった。
東京オリンピック・パラリンピック競技大会組織委員会は4月14日、松山市内のリレーについて「公道での走行を断念」と発表。4月21日、一般観客を入れずに城山公園で点火セレモニーを実施した。

## 交通
松山市のホームページを参照。

### 鉄道
いずれも伊予鉄道の松山市内線（路面電車）である。
- 城南線・花園線「南堀端停留場」から徒歩5分
- 城南線・大手町線「西堀端停留場」から徒歩5分
- 本町線「本町一丁目停留場」、「本町三丁目停留場」から徒歩5分
- 城南線「市役所前停留場」、「県庁前停留場」から徒歩5分

### バス
- 伊予鉄バス・JR四国バス「南堀端」停留所、「市役所前」停留所、「県庁前」停留所から徒歩5分
- 伊予鉄バス「西堀端」停留所、「本町三丁目」停留所から徒歩5分

### 徒歩
- 伊予鉄道 松山市駅から10分
- 四国旅客鉄道（JR四国） 松山駅から15分